# Fernando Morel
Fernando Morel (Buenos Aires, 1º luglio 1958) è un ex rugbista a 15 e allenatore di rugby a 15 argentino.

## Biografia
Morel trascorse la sua carriera sportiva al Club Atlético de San Isidro, con cui vinse tre titoli di campione URBA negli anni ottanta; pilone, esordì in Nazionale argentina nel 1979 a Buenos Aires in occasione di una storica vittoria sull'Australia.
Con la maglia dei Pumas Morel vinse due Sudamericani (1985 e 1987) e prese parte alla Coppa del Mondo di rugby 1987 in Australia e Nuova Zelanda, nel corso della quale disputò il suo ultimo incontro internazionale, con Figi.
Dopo la carriera agonistica intraprese quella di allenatore; nel biennio 2008-09 Morel succedette a Santiago Phelan alla conduzione del suo club d'origine, il Club Atlético de San Isidro.

## Palmarès
- Campionati sudamericani: 2
Argentina: 1985, 1987
- Campionati URBA: 3
CASI: 1981, 1982, 1985